# Curtis Blair
Curtis Edward Blair (nacido en Roanoke, Virginia el 24 de septiembre de 1970) es un exjugador y actualmente árbitro de baloncesto estadounidense que desarrolló su carrera profesional en la CBA y en ligas europeas y australianas. Con 1,90 metros de estatura, lo hacía en la posición de base. Desde 2008 dirige partidos como árbitro en la NBA.

## Trayectoria deportiva

### Universidad
Jugó durante cuatro temporadas con los Spiders de la Universidad de Richmond, en las que promedió 13,0 puntos, 3,7 rebotes y 2,4 asistencias por partido, y se graduó en Justicia Penal. Fue incluido en el mejor quinteto de la Colonial Athletic Association en sus dos últimas temporadas, y en 1992 elegido Jugador del Año de la conferencia.

### Profesional
Fue elegido en la quincuagésimo tercera posición del Draft de la NBA de 1992 por Houston Rockets, pero no fue finalmente contratado, fichando por los Rockford Lightning, de donde fue poco después traspasado a los Rochester Renegade, con los que no llegó a jugar.
Fichó después por los Kilsyth Cobras australianos, donde fue elegido mejor jugador de la SEABL, y después jugó en el Oberwart Gunners austriaco, donde promedió 11,0 puntos y 2,7 rebotes en la liga de su país, y 18,2 puntos y 3,2 rebotes en competición europea.
Acabó su carrera de jugador en el Meysuspor de la liga turca.

### Árbitro
Tras dejar el baloncesto como jugador, se convirtió en árbitro, llegando a la NBA en la temporada 2008-09, donde ha dirigido hasta el final de la temporada 2014-15 un total de 383 partidos.